# Giovanni Giacomazzi
Giovanni Giacomazzi (* 18. Januar 1928 in San Martino di Lupari; † 12. Dezember 1995 in Mailand) war ein italienischer Fußballspieler.

## Spielerkarriere

### Verein
Giacomazzi begann seine Karriere in seinem Heimatort in der Jugendabteilung des Luparense FC. Nachdem er in die erste Mannschaft aufgerückt war, wurde er 1949 von Inter Mailand verpflichtet. Dort erlebte der Abwehrspieler die erfolgreichste Zeit seiner Karriere. Nach Platz drei in der Saison 1951/52 gewann Inter 1952/53 den ersten italienischen Meistertitel nach dem Ende des Zweiten Weltkriegs. In der  folgenden Spielzeit gelang die Titelverteidigung. Bis 1957 bestritt Giacomazzi 208 Ligaspiele für Inter, in denen er drei Tore erzielte. Danach wechselte er zum Serie-A-Aufsteiger US Alessandria Calcio. Für diesen Klub spielte er auch nach dem Abstieg 1960 bis 1964. Nach insgesamt sieben Spielzeiten bei Alessandria ließ er seine Spielerkarriere beim Amateurklub AC Meda 1913 ausklingen, wo er 1966 seine aktive Laufbahn beendete.

### Nationalmannschaft
Giacomazzi absolvierte am 11. April 1954 in einem Freundschaftsspiel gegen Frankreich sein erstes Länderspiel für Italien und wurde von Nationaltrainer Lajos Czeizler in den Kader der Azzurri für die Weltmeisterschaft 1954 in der Schweiz berufen. Dort wurde er in den Gruppenspielen gegen die Schweiz und Belgien sowie im Entscheidungsspiel der Gruppe 4, das Italien mit 1:4 wiederum gegen den Gastgeber verlor, eingesetzt. 1955 bestritt Giacomazzi sein letztes von insgesamt acht Länderspielen für die Squadra Azzurra, in denen er ohne Torerfolg blieb.

## Erfolge
- Italienische Meisterschaft: 1953 und 1954